# 麦茶
麦茶（むぎちゃ）は、殻付きのまま焙煎した大麦の種子を、湯で煮出して煎じたり、水で浸出して作った飲料である。麦湯（むぎゆ）ともいう。

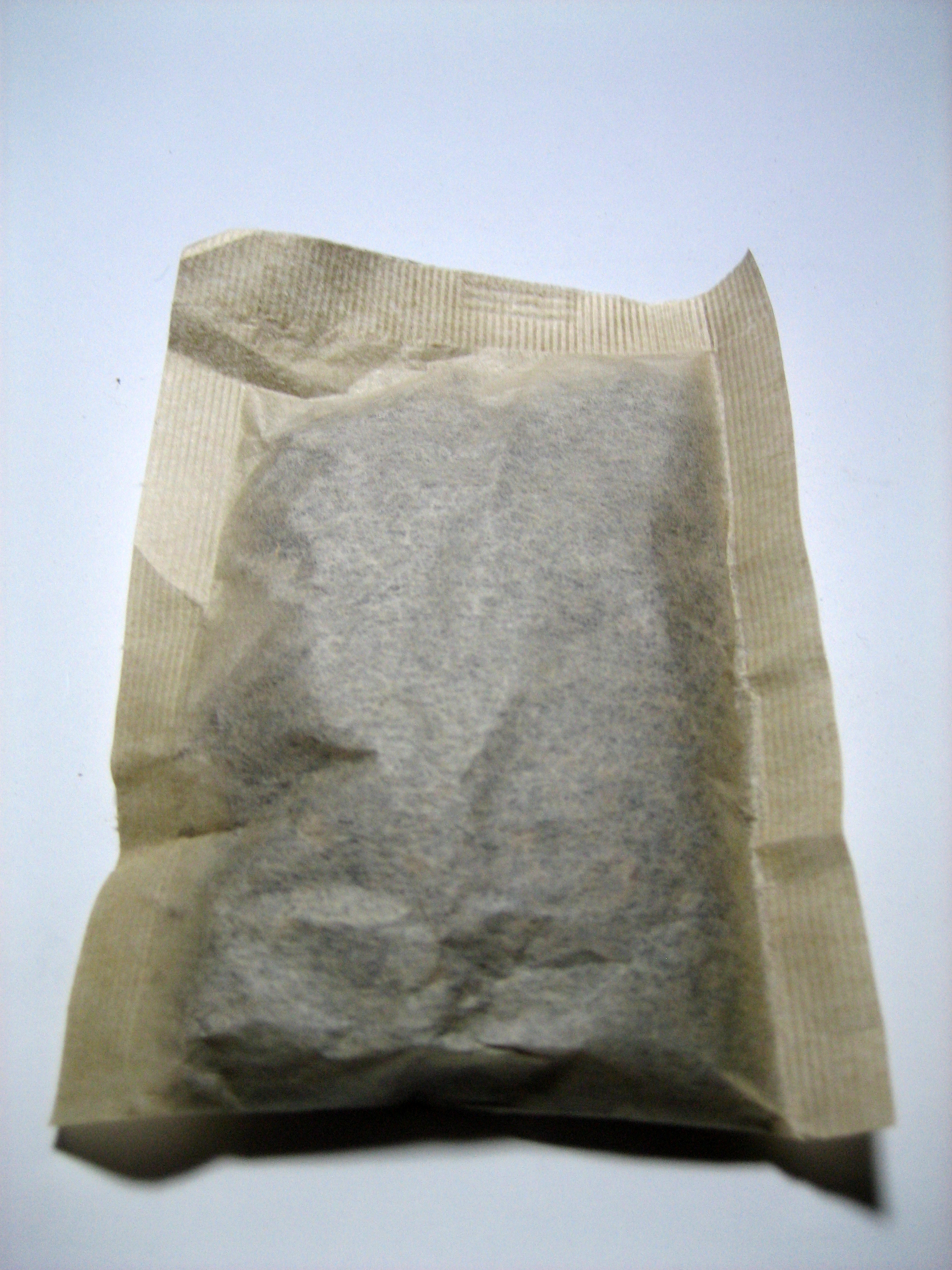
麦茶のティーバッグ。

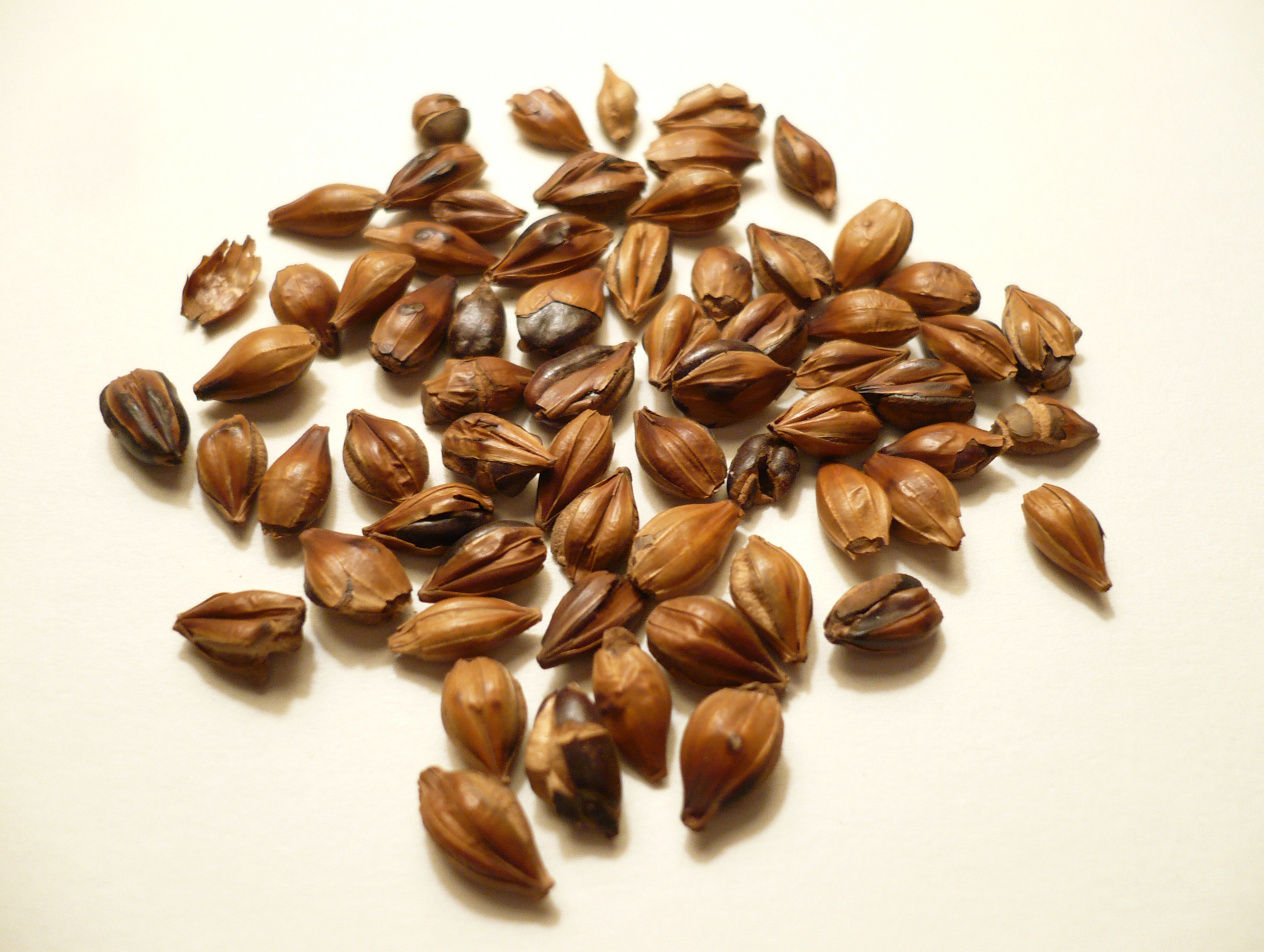
麦茶の中身（１）。

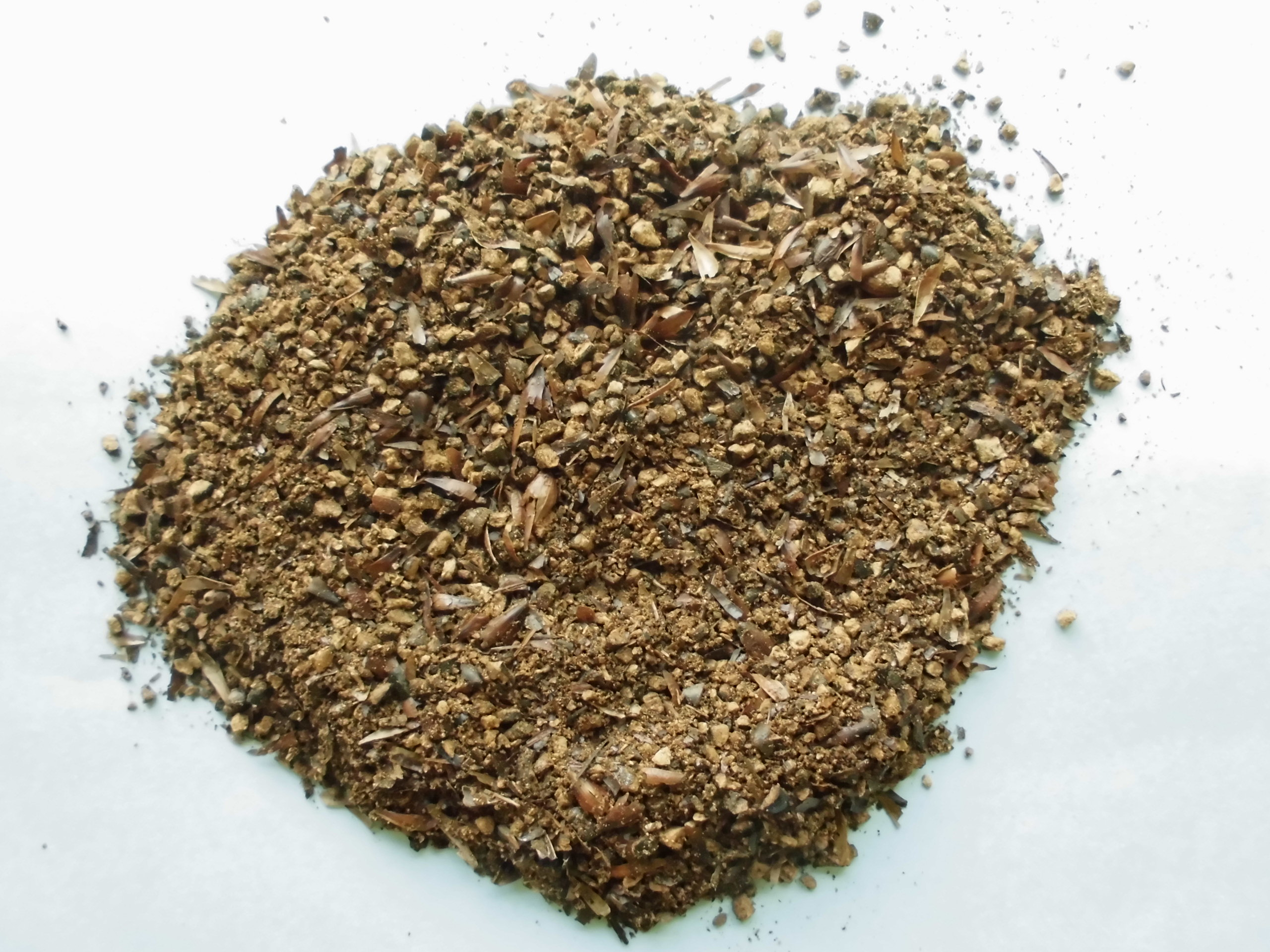
麦茶の中身（２）。

## 概要
日本においては、夏に冷やした麦茶を飲む光景が風物詩となっている。大麦の収穫期は初夏であるため、夏の麦茶は新鮮で味も良い。冬でも温めて飲む場合もあり、加温販売されることを前提としたペットボトル入り麦茶も販売されている。
体温を下げることや、血流を改善する効果が知られている。カフェインが含まれていないため、就寝前や幼児が飲むのにも適している。砂糖や塩を入れて飲むこともある。熱湯で煮出すより、水出しするほうが、抽出に時間がかかるものの雑味が少なくスッキリとした味わいになる。
麦茶の原料となる大麦は、一般に六条大麦が使用されている。六条大麦の国内生産量1位は福井県であり、減反政策に伴う米からの転作奨励によって栽培が広まった。
麦茶は名前に「茶」と付くが、チャノキという植物を使用していない。従って、広義の茶（茶外茶）に分類される。

### 麦茶の日
1986年（昭和61年）には全国麦茶工業協同組合が毎年6月1日を麦茶の日と定めている。

## 日本の麦湯・麦茶の歴史
麦湯は、平安時代から貴族が飲用していたとされる。江戸時代には屋台の「麦湯売り」が流行した。天保に書かれた『寛天見聞記』には「夏の夕方より、町ごとに麦湯という行灯を出だし、往来へ腰懸の涼み台をならべ、茶店を出すあり。これも近年の事にて、昔はなかりし也」とあるように、専門店である「麦湯店」も出現した。これは麦湯の女と呼ばれる15歳程度の女子が、一人で食事も何もなく麦湯のみを4文ほどで売るものであった。なお、大麦の収穫時期は初夏であり、獲れたての新麦を炒るのが美味であるため、夏の飲料とされた。
1945年まで日本の統治下であった朝鮮半島においても、日本の麦茶が習慣として広まった。もともと朝鮮半島では、飯を炊いた直後の、焦げ飯がついたままの釜で沸かした湯「スンニュン」を食後の口直しとして飲む習慣があった。現在の韓国では炊飯器での炊飯が一般化し、焦げ飯ができないため、スンニュンの代わりとして麦茶、あるいはトウモロコシ茶が広く飲まれている。
昭和30年代に冷蔵庫が普及し、冷やして飲む習慣が生まれた。昭和20年代までは麦茶を素焼きの壺に入れて、蒸発熱によって生ずる冷却を利用して麦茶を冷やし飲んでいた。上水道が全国的に普及する以前、夏場は食中毒の用心から生水よりも「湯冷まし」の飲用が勧められていた。そのため自然冷却した麦茶を子供に与えていた。
麦茶を商品として売ることも広まり、昭和40年代には日本全国で麦茶の名称が一般的に浸透した。なお、名称は太平洋戦争前には東日本は六条大麦を使用した麦湯、西日本は裸麦使用の麦茶となっていたという。
1963年（昭和38年）に常陸屋本舗が大型コーヒー焙煎機を輸入し、それを利用して麦茶の大量生産を開始、同年に日本初のティーバッグ麦茶（煮出し専用タイプ）が同社から発売された。
1965年（昭和40年）に水出しタイプとして初のティーバッグ麦茶が石垣食品から発売された。
1978年（昭和53年）には初の容器入りリキッド（液体）タイプ、1リットル紙パックタイプのチルド麦茶が乳業メーカー数社から発売された。
1980年（昭和55年）にはハウス食品が大手食品メーカーとして麦茶市場に初参入し、冷水用と煮出し用のティーバッグ麦茶を同時に発売し、1980年代には缶やペットボトル入りの麦茶が発売されたことによって、規模が小さかった麦茶市場が発展して市場規模が拡大していった。その後、ポーション（濃縮液）タイプの麦茶も発売されている。
2000年代以降では、2011年の計画停電における暑さ対策で売上が伸び、2018年の酷暑で需要がさらに拡大した。ノンカフェインであることや香ばしい味わい、素材への安心感が支持の要因となっている。2022年の市場規模は1230億円となり、10年で3.5倍に成長した。2023年には伊藤園の「健康ミネラルむぎ茶」の販売額が過去最高に達し、金額ベースで45%超のシェアを占めるようになった。
現代において、麦茶を家庭で作る場合は、粒状の物を用いて煮出すことは少なく、利便性・経済性が向上した煮出し・水出し用のティーバッグを使用することがほとんどである。ただし、これらは粒状の物と比べて「香ばしさ」「うまみ」「香り」が落ちる傾向にある。また、大量に飲まれることが多い麦茶の性質上リットル単位で作ることが前提となっており、大型の専用ボトルなどを用意する手間もかかるため、手軽に飲める缶・ペットボトル入りや、水に溶かして一人分ないし数人分を作れる濃縮液タイプも利用されている。

## ヒポクラテスの煎じ薬
麦茶に類似したものについて、古代ギリシアの医聖・ヒポクラテスによる治療法の処方文献に、発疹した患者に発芽した大麦の煎汁を飲用させ排尿量を増やすというものがあった。ギリシア語でプティサーネー（"ptisane"）と呼ばれたこの大麦煎湯は、原液のまま、あるいは稀釈や濾過により飲みやすくしたものが飲用されたという。
"ptisane"とは、「ptisane=脱穀」に由来する語である。のちにラテン語の"ptisana"（プティサナ、大麦湯、精白した大麦）となり、フランス語の"tisane"（ティザーヌ、ハーブティー）の語源となった。
この他、西洋では戦時中、南方からのコーヒー豆供給が難しくなった際の代用コーヒーとして、深煎りした大麦を用いたこともあった。イタリアでは同様のものがカッフェ・ドルゾと呼ばれ、スペイン語圏ではアグア・デ・セバダなどと呼ばれて飲用される。また、コーヒー及び茶の飲用を禁じられているモルモン教徒は、来日の際には戒律に抵触しない麦茶が重宝されるという。

## 学術研究
麦茶はバクテリアの定着と固着を予防することが発見され、とりわけ虫歯や歯周病など歯科疾患の主な原因で心循環器の病気に関係するといわれるミュータンス菌の菌膜生成を阻害する。また、麦茶はアルキルピラジンのレベルに比例して血液粘度を低下させる作用がある。